# Garancières-en-Drouais
Garancières-en-Drouais is een gemeente in het Franse departement Eure-et-Loir (regio Centre-Val de Loire) en telt 270 inwoners (2004). De plaats maakt deel uit van het arrondissement Dreux.

## Geografie
De oppervlakte van Garancières-en-Drouais bedraagt 6,5 km², de bevolkingsdichtheid is 41,5 inwoners per km².
De onderstaande kaart toont de ligging van Garancières-en-Drouais met de belangrijkste infrastructuur en aangrenzende gemeenten.

## Demografie
Onderstaande figuur toont het verloop van het inwonertal (bron: INSEE-tellingen).